# Protestos na Tailândia em 2013-2014

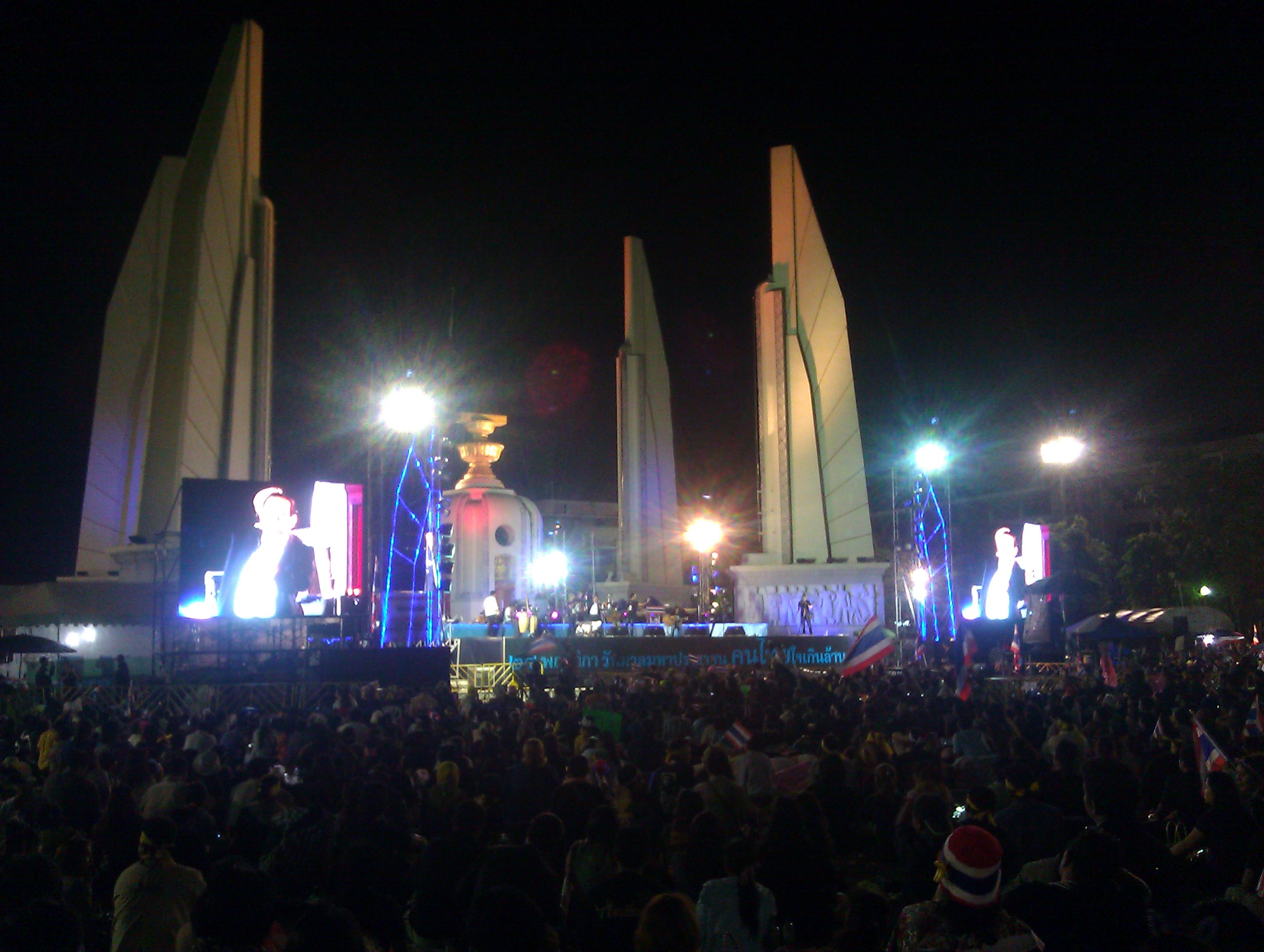
Manifestantes anti-governo em um grande protesto em novembro de 2013.

Os protestos na Tailândia de 2013-2014 contra o Governo estão em curso desde 4 de novembro de 2013 até os dias atuais. Após três anos de relativa estabilidade no cenário político, as manifestações populares em Bangkok, a capital do país, se levantaram contra a administração da primeira-ministra do país, Yingluck Shinawatra, por conta de um projeto de lei de anistia proposto para supostamente facilitar o regresso do líder político Thaksin Shinawatra, auto-exilado no Reino Unido. O projeto de lei foi aprovado pela Câmara de Representantes, dominada pelo partido político Pheu, em 1.º de novembro, culminando primeiramente na manifestação contrária da oposição, tanto do Partido Democrata quanto do Movimento Camisas Roxas. O projeto de lei foi rechaçado pelo Senado em 11 de novembro de 2013, entretanto, tanto as manifestações na Câmara de Representantes quanto as populares continuaram, voltando gradualmente contra algumas políticas adotadas pelo governo tailandês.
A Tailândia é um país asiático, localizado no Sudeste do continente. Sua capital é Bangkok e sua população é estimada em 66,5 milhões de habitantes.
Em 20 de novembro de 2013, o Tribunal Constitucional determinou que a proposta de emenda à constituição que tratava sobre a anistia era inválida. Apesar disto, o partido tailandês Pheu desconsiderou a decisão do tribunal, alegando que este não possuía jurisdição para o caso. Numerosos protestos contra o governo surgiram nos dias seguintes na capital do país, Bangkok, e em algumas outras cidades vizinhas. Em 25 de novembro, os manifestantes passaram a circular e protestar frente a escritórios do governo, forçando assim, o fechamento destes órgãos administrativos. Os protestos haviam sido até então, pacíficos, até que confrontos entre manifestantes e cidadãos pró-governo resultaram na morte de 4 pessoas, além de 57 feridos, em 30 de novembro de 2013. Os protestos se intensificaram a partir do dia 1.º de dezembro, com dois dias de confrontos intensos entre manifestantes e policiais, que usaram canhões de água e gás lacrimogêneo para conter os manifestantes que tentavam bloquear o acesso à Casa do Governo, o que culminou em 119 pessoas feridas. Em 3 de dezembro, a polícia retirou as barricadas e permitiu que os manifestantes tivessem acesso ao local, o que reduziu consideravelmente as tensões, como parte de uma trégua temporária, a fim de permitir que ambas as partes pudessem comemorar o aniversário do Rei, em janeiro, embora os líderes dos protestos afirmem que continuam as manifestações até que se elimine "a influência de Thaksin" na política tailandesa.

## Motivos
A primeira-ministra, Yingluck Shinawatra, chegou ao poder nas eleições de 2011, em que seu partido, Pheu, ganhou a maioria das vagas da Câmara dos Representantes. Yingluck Shinawatra é irmã do ex-primeiro-ministro Thaksin, e o Partido tailandês Pheu está estreitamente alinhado com ele. Thaksin, que foi deposto em um golpe de Estado em 2006, vive em auto-exílio em Londres, no Reino Unido, desde o golpe de Estado. No entanto, ele continua a ser uma figura profundamente divisiva e é muito influente na política do país. Os protestos de seus adversários, os Camisas amarelas ou Aliança do Povo para a Democracia, e os seus apoiantes, os "camisas vermelhas", liderado pela Frente Unida para a Democracia contra a Ditadura (UDD), muitas vezes se tornam violentos, como foi em maio de 2010, quando mais de noventa pessoas morreram durante a repressão militar contra manifestantes camisas vermelhas que protestavam contra o governo de Abhisit Vejjajiva. Em 8 de janeiro de 2014, os líderes do Partido Democrata, Abhisit Vejjajiva e Suthep, foram convocados a comparecer a uma audiência no tribunal para enfrentar acusações de homicídio em relação às mortes ocorridas durante a repressão de 2010.
Várias propostas de anistia e emendas à Constituição haviam sido muito debatidas pela Câmara dos Representantes durante o mandato de primeira-ministra de Yingluck. A maioria destes foi popularmente compreendido como um benefício à Thaksin, e receberam grande oposição do Partido Democrata. Em agosto de 2013, o partido Pheu, maioria na Câmara dos Representantes, aprovou o projeto de lei de anistia após a primeira leitura deste. Protestos de rua foram realizados por um grupo anti-Thaksin, que se intitula "Força Popular Democrática para derrubar Thaksin", bem como pelo Partido Democrata, mas estes não conseguiram ganhar força. O projeto de lei de anistia foi entregue a uma comissão de escrutínio de 35 membros, após o que seria devolvido à Câmara para segunda e terceira leituras.
O comitê aprovou um projecto de revisão do projeto de lei em 18 de outubro de 2013. O projeto de lei, que em sua forma original foi destinado para absolver manifestantes civis, excluía líderes do governo e militares, mas foi drasticamente expandido para uma "anistia geral", cobrindo o período de 2004 a 2013. Este teria incluído as acusações de corrupção envolvendo Thaksin, assim como as acusações de assassinato feitas contra Abhisit e Suthep.